# Parika
Parika es un puerto fluvial ubicado sobre las Islas Esequibo-Demerara Occidental en la región 5 de Guyana. La ciudad es concurrida debido al servicio de transbordador que de allí lleva pasajeros hasta la margen occidental del río Esequibo, Bartica y otras poblaciones cercanas.

## Demografía
Según censo de población 2002 contaba con 2553 habitantes. La estimación 2010 refiere a 4081 habitantes.
Ocupación de la población
| Dato      | Funcionarios | Profesionales y técnicos | Clero | Comercio y Servicios | Act. agrícolas | Act. industriales | Ocup. elementales | S/D   | Total  |
| --------- | ------------ | ------------------------ | ----- | -------------------- | -------------- | ----------------- | ----------------- | ----- | ------ |
| Población | 48           | 68                       | 22    | 335                  | 252            | 142               | 444               | 1242  | 2553   |
| %         | 1,88         | 2,66                     | 0,86  | 13,12                | 9,87           | 5,56              | 17,39             | 48,65 | 100,00 |